# Медиакомпетентность
Медиакомпетентность — результат медиаобразования, уровень медиакультуры, обеспечивающий понимание личностью социокультурного, экономического и политического контекста функционирования медиа, что свидетельствует его способности быть носителем и передатчиком медиакультурных вкусов и стандартов, эффективно взаимодействовать с медиапространством, создавать новые элементы медиакультуры современного общества.